# FP-1000
CASIO FP-1000/FP-1100は、カシオ計算機株式会社が1982年に発売した、8ビットパーソナルコンピュータである。

## 概要
2CPU構成（メイン Z80互換 4MHz、サブ uPD7801G 8ビットマイコン 2MHz）、本体と脱着不可のセパレート型キーボード、メインRAM 64Kバイト、ビデオRAM 16Kバイト(FP-1000)/48Kバイト(FP-1100)、二つのカートリッジ型拡張スロット、数値型の内部形式がBCDのC82-BASICを搭載。当時のパソコンとしては極めてハイエンド志向ながら、価格は￥98,000(FP-1000)/￥128,000(FP-1100)と安価であり、当時最もメジャーだったNECのPC-8000/PC-8800シリーズを強く意識していた。汎用拡張ボックスFP-1060 を接続した場合、最大八つの拡張スロットが利用可能。

## 特徴
本機に搭載のBASICは、計算機メーカーとして、数値演算に重点を置き独自開発したものである。BCD形式で、通常よく使われる倍精度（64ビット）BCD浮動小数点の数値型のほか、四倍精度BCDの数値型を備えていた(倍々精度BCDと表現され内部演算29桁、表示24桁、指数部は-99～+99乗まで扱えた)。BCDのため、浮動小数点型の小数点以下の二進-十進変換から来る誤差を生じないことから、業務アプリケーションが数多く作られた。任意精度に丸める関数を備えていた。
なお、10.0 / 3.0 のような、十進数で表せない計算の場合は誤差を生じることもある。
他社製品と違い10個のサイズ可変プログラム領域があり、別々のプログラムをメモリに持つ事ができた。この思想は、同社ポケットコンピュータにも受け継げられた。

## ゲーム
ビデオRAMやキーボードなどの周辺機器がすべて低速サブCPU側に配置されていたため、これらを使用するアプリケーションの実行速度が遅く、アクションゲームはあまり多く作られなかった。また、当時主流だったPC-8801向けに作られたゲームが移植されることはほとんどなかった。